# Reprezentacja Wielkiej Brytanii w piłce siatkowej mężczyzn
Reprezentacja Wielkiej Brytanii w piłce siatkowej mężczyzn – narodowa reprezentacja Wielkiej Brytanii w rozgrywkach międzynarodowych. Mimo że brytyjska federacja siatkówki powstała w 1955 roku, to od chwili założenia Wielka Brytania nie zdobyła żadnego tytułu ani medalu, a zespół brytyjski nie wystąpił na żadnym turnieju międzynarodowym takim jak m.in. igrzyska olimpijskie czy Puchar Świata, oprócz Letnich Igrzysk Olimpijskich 2012, gdzie wystąpili jako gospodarz.
W 2008 roku Wielka Brytania wystąpiła w turnieju Euroligi, na którym zajęła ostatnie, dziewiąte miejsce.